# Pommiers-Moulons
Pommiers-Moulons – miejscowość i gmina we Francji, w regionie Nowa Akwitania, w departamencie Charente-Maritime.
Według danych na rok 1990 gminę zamieszkiwały 182 osoby, a gęstość zaludnienia wynosiła 19 osób/km² (wśród 1467 gmin regionu Poitou-Charentes Pommiers-Moulons plasuje się na 813. miejscu pod względem liczby ludności, natomiast pod względem powierzchni na miejscu 851.).